# Ли Бо
Ли Бо (также Ли Бай) или Ли Тай-бо (кит. 李白; 李太白; 701 — 762 / 763 г.) — китайский поэт времён династии Тан. Известный как «бессмертный в поэзии» (кит. 詩仙), Ли Бо принадлежит к числу самых почитаемых поэтов в истории китайской литературы и считается одним из крупнейших мировых поэтов. Он оставил после себя около 1100 произведений (включая около 900 стихотворений).

## Общая информация
Пришедшая на смену феодальной раздробленности объединённая империя Танской династии становится одним из самых крупных государств эпохи. Экономический подъём возрождает Китай: оживляются ремёсла, торговля, сельское хозяйство, прикладное искусство. Императорская столица, Чанъань, становится крупнейшим городом мира с населением, достигавшим миллиона жителей. На этом фоне происходит и всплеск художественного творчества. Танская империя подарила миру целую плеяду талантливых поэтов и стала своеобразным «золотым веком» китайской литературы. Мэн Хао-жань, Ван Вэй, Ду Фу, Бо Цзюйи и другие внесли огромный вклад в китайскую поэзию. 
В 1708 году Император Канси приказал выпустить «Полное собрание стихов эпохи Тан». Многотомный труд содержал почти пятьдесят тысяч стихотворений. Однако среди более двух тысяч поэтов той эпохи, обладавших различной степенью таланта, принадлежавших к различным направлениям, имя Ли Бо (как и его близкого друга Ду Фу) выделяется особо.
Ли Бо известен своим неуёмным воображением, эпатирующей манерой поведения, глубокой философичностью и яркими образами даосов в своей поэзии, а также, по распространённым преданиям, своей любовью к спиртному. Как и Ду Фу, он много времени проводил в путешествиях. Странствия давали пищу его жадному до впечатлений сердцу и взгляду, способному замечать мельчайшие детали. Его гений оказался способен переработать, осмыслить и выразить в творчестве всё воспринятое богатство. Авторы «Истории китайской литературы», изданной Институтом литературы Китайской академии наук, отмечали, что «содержание стихов Ли Бо, пожалуй, затронуло все стороны жизни китайского общества, с какими могли сталкиваться мыслящие люди того времени». Академик Василий Алексеев писал о поэте, что «в огромном и ярком потоке поэзии гениальный китаец выразил всё бесконечное богатство народного духа». Ли Бо изображён в У Шуан Пу (無雙譜, Таблица несравненных героев) Цзинь Гуляна.

## Биография

### Родители
О родителях поэта сведений осталось очень мало. В «Книге (о династии) Тан» говорится, что «отец был военачальником в городе Жэньчэн», но исследователи установили, что в действительности в Жэньчэне жил дядя Ли Бо. В стихах поэта отец упоминается лишь однажды — высокий, статный мужчина с белыми бровями.
На самом деле отец поэта не тяготел к службе, возможно, когда-то вынужденно занимался коммерцией, и ряд исследователей, начиная с 1930-х годов называют Ли Бо «сыном богатого купца» или даже «помещика», однако большинство исследователей его жизни и творчества эту формулировку не поддерживает. О том, что отец был состоятельным, свидетельствует его затворническая, но беззаботная жизнь, которой он прожил до глубокой старости.
В истории он остался под именем "Ли Кэ", где частица «кэ», прежде всего, означает «пришелец, странник; переселенец; гость», но может иметь и оттенок «купца», «торгового гостя», который привозит товары.
О матери поэта известно ещё меньше — ни имени, ни родовой фамилии, лишь слабо аргументированное предположение, что она происходила из близкого тангутам племени цян. Многие единоплеменники матери жили и в Шу, куда из западных краёв прибыло семейство Ли. Так что не только до пяти лет, но и более длительный период детства Ли Бо жил в «варварской» среде, что дало ему и знание языков, и сказалось на ментальности, восприятии мира, образной и эмоциональной натуре.

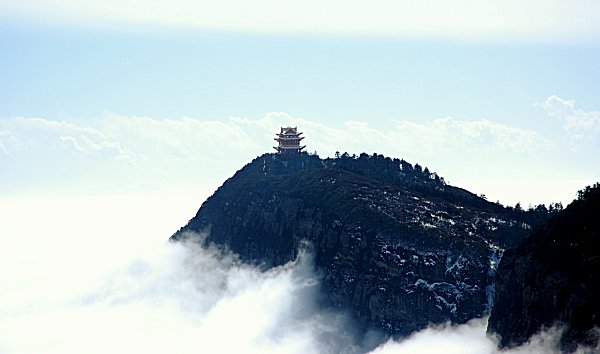
Горы Эмэйшань в провинции Сычуань.

### Детство
Ли Бо родился в семье богатого торговца. Существует много версий по поводу того, в какой местности родился поэт. Часть исследователей предполагает, что Ли Бо, возможно, родом из области прежнего Туркестана (Тюркского каганата), города Суяб (на год рождения Ли Бо город входил в империю Тан) вблизи современного Токмака (Токмок), на севере Кыргызстана. По другой версии местом его рождения считается провинция Ганьсу — по крайней мере, из Ганьсу точно происходили его предки. Когда Ли Бо было пять лет, семья переехала в Цинляньсян (современный г. Цзянъю в провинции Сычуань на юго-западе Китая). Здесь же семья принимает фамилию царствующего дома «Ли».
В государственной школе Ли Бо не обучался, получив домашнее образование. Уже десятилетним мальчиком начинает писать стихи. В пятнадцать лет Ли Бо занялся фехтованием, беря пример со «странствующих рыцарей» (游騎), которые защищали пострадавших от негодяев. Со средневековья деятели китайской литературы видели в Ли Бо душевные черты странствующего рыцаря, наряду с чертами конфуцианца и последователя даосизма.  Свободолюбивый и независимый характер Ли Бо проявляется с юности: достигнув восемнадцати лет, он уходит в горы Миншань в окрестностях Чэнду, где начинает заниматься с наставником-даосом Дун Яньцзы. Это был побег от строго регламентированной жизни феодального государства, следующего нормам конфуцианства: большинство представителей интеллигенции того времени пользовались предоставленной возможностью участвовать в государственной жизни страны и сдавали экзамены на должность чиновника.

### Странствия
Когда через несколько лет изучения «естественности» и «недеяния» (кит. у-вэй) Ли Бо получает приглашение от крупного уездного чиновника и учёного Су Тина занять одну из административных должностей, он отказывается и отправляется путешествовать.
Годы странствий проходят по родной провинции. Красота природы манит поэта, и в этот период создаются такие произведения как «Песня о луне в горах Эмей», «Навещаю отшельника на горе Дайтянь, но не застаю его», «Одиноко сижу в горах Цзинтиншань» и другие. Насладившись в полной мере живописными видами Сычуани, в двадцать пять лет Ли Бо уезжает путешествовать по Китаю.
В 27 лет Ли Бо оказывается в провинции Хубэй, где на какое-то время останавливается. Здесь он женится на внучке бывшего императорского министра, заводит детей и вместе с семьёй живёт в горах Аньлу. Но даже семья не может привязать его, и он уходит из дома. Оказавшись в Шацю, вместе с друзьями поэт организует группу «Шестеро беспечных из бамбуковой долины». Молодые люди поселяются в горах Цзулай, нигде не служат и лишь получают удовольствие от жизни: пьют вино, пишут стихи и наслаждаются природой, ведя себя как своенравные вольнодумцы, что противоречит конфуцианскому образу благородных мужей.
За годы странствий Ли Бо повстречался с огромным количеством людей всех сословий, множества профессий, разных судеб и характеров. Многим из них он подарил бессмертие, навсегда запечатлев их образ в своих стихах. Молва приписывает Ли Бо заступничество за слабых и униженных, и он действительно отзывчив на чужое горе.

### Придворная карьера

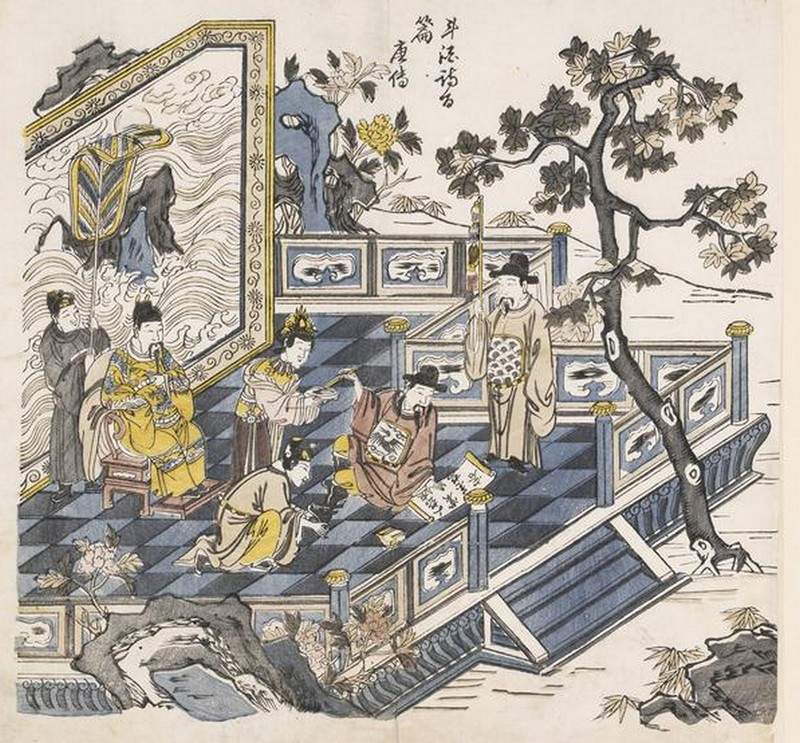
Император, сидящий на террасе, наблюдает, как Ли Бо пишет стихи, снимая сапоги (иллюстрация XVII века)

В 742 году Ли Бо был представлен ко двору императора Сюань-цзуна и получил высшее академическое звание в Академии Ханьлинь, что открывало ему возможность придворной карьеры. Сам поэт рассматривал её как возможность принести большую пользу стране. Однако император лишь желал иметь при себе талантливого человека, способного как развеселить его, так и запечатлеть его величие, Ли Бо становится одной из многочисленных забав в ряду петушиных боев, забав с наложницами или поисками «эликсира долголетия».
На посту придворного поэта Ли Бо провёл около двух лет. Весной 744 года он покинул двор. По одной из версий, он был изгнан из дворца за отказ явиться по приглашению императора и читать тому стихи. В любом случае, карьера при дворе противоречила его вольнолюбию, и дорожить благосклонностью императора не казалось ему важным. Придворные интриги ещё более способствовали отъезду поэта.

Хочу ли 
 Знатным и богатым быть?
Нет! 
 Время я хочу остановить.
Оригинальный текст (кит.)《短歌行》

富貴非所願，與人駐顔光。
— «Стихи о краткости жизни», в переводе А. И. Гитовича:83
Свободолюбие было в крови китайских поэтов, и стремление Ли Бо поступать по-своему связывает его с великими предшественниками — Тао Юаньмином и Цюй Юанем.
Впоследствии Ли Бо путешествовал по Китаю до конца жизни. В то же время Ли Бо чувствовал ностальгию по родному городу, что видно, например, в одном из самых известных его стихотворений «Думы тихой ночью», которое и в XXI веке учат наизусть в школах КНР. Осенью 744 года в Лояне Ли Бо встречается с тридцатитрёхлетним Ду Фу, что положило начало дружбе двух талантливейших поэтов.

### Ссылка и смерть
В 756 году во время восстания Ань Лушаня Ли Бо вновь приглашают на государственную службу. Он соглашается на приглашение, но оказывается, что ко дворцу его звал младший брат императора принц Ли Линь, который предпринимает попытку захватить власть. После разгрома сил принца Бо пускается в бега, но его ловят и сажают в тюрьму в Цзюцзянe. Там его осуждают как государственного преступника и приговаривают к смерти. Однако вмешивается генерал Го Цзы-и. Ли Бо спас его от суда и казни во время своего прошлого пребывания при дворце, когда тот был простым солдатом. Генерал заявляет императору, что меняет свой чин на жизнь поэта. Император соглашается помиловать Ли Бо и ссылает его в далёкий Елан (на территории нынешней провинции Гуйчжоу). Путь в ссылку через всю страну оказывается долгим. Ли Бо успевает написать множество стихов за это путешествие. В Елан он так и не доезжает: в 759 году его догоняет известие об амнистии, и он отправляется обратно на восток.
В 761 году присоединился к идущим на войну отрядам, но болезнь заставила его вернуться в дом родственника, начальника уезда Ли Янбина (который в дальнейшем издал первый сборник стихов поэта), в Данту (ныне провинция Аньхой), где он и умер. По легендарной версии, поэт утонул в реке  Янцзы, вывалившись пьяным из лодки, когда попытался обнять прекрасное отражение луны в воде. Эта легенда произвела сильное впечатление на известного русского поэта С. А. Есенина и нашла отражение в его стихотворении «Море голосов воробьиных…» (1925).

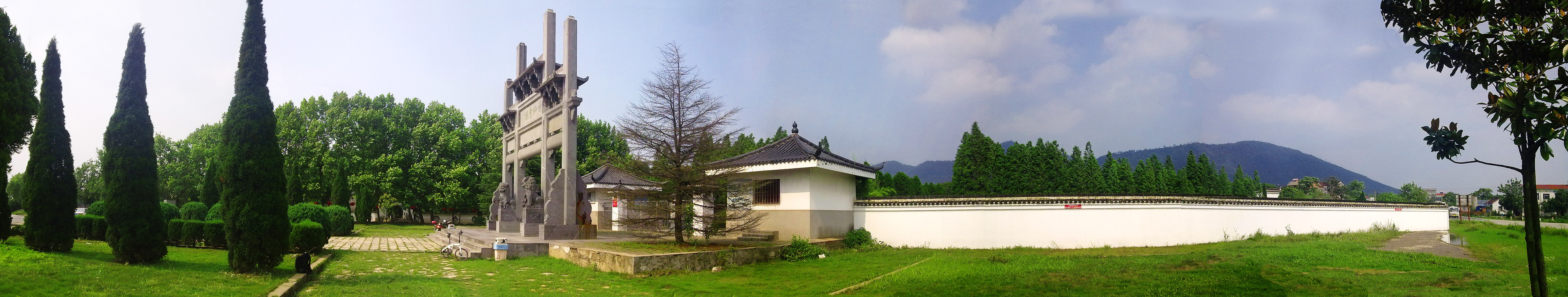
Могила Ли Бо, уезд Данту, Аньхой, КНР

## Творчество и наследие

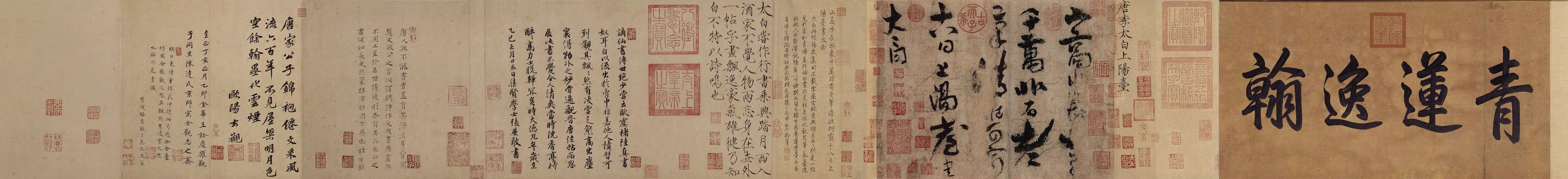
«Терраса Шанъян», единственный сохранившийся пример каллиграфии Ли Бо, подаренный Мао Цзэдуну в 1950-х гг. частным коллекционером, хранится в дворцовом музее в Пекине

Гений Ли Бо возник не на пустом месте. В Ли Бо, ярчайшем представителе эпохи Тан, наиболее полно воплотились тенденции, которые возникли в стихосложении в это время.
В эпоху Южных и Северных династий в китайской поэзии торжествовал формализм и подражательство творчеству поэтов времён династии Хань. Формализм приобретал вычурные черты, стихи нередко представляли собой скопления помпезных напыщенных фраз, которыми, по существу, описывались банальные вещи: величие императора, красота его наложниц, скорби о краткости жизни и прочие заезженные темы. Лишь редкие сочинители (например, Тао Юаньмин) не следовали этой всеобщей тенденции.
Эпоха Тан обновила застоявшийся мир китайской поэзии. Шаг за шагом шло преодоление наследия формализма, и уже во второй половине VII века заявляют о себе новые мастера, принесшие обновление в стихосложение: Ван Бо, Ян Цзю, Лу Чжаолинь, Ло Биньван, и особенно Чэнь Цзыан. Язык новых мастеров становился всё ближе разговорному, выспренные темы сменялись картинами реальной жизни. Их творчество предвосхитило появление гения Ли Бо.
В энциклопедии «Духовная культура Китая» указывается, что сохранилось около 770 стихотворений Ли Бо. Стихотворений в «уставной форме» (律詩), жестко регламентированных в плане стихосложения, в творчестве Ли Бо насчитывается 80. Гораздо чаще поэт прибегает к стихам в «архаическом стиле» (古體詩), их известно около 540. Однако наиболее известны его работы в жанре юэфу, эмоциональные и часто фантастические, их сохранилось 150. Страстность, энергичность, эмоциональность позволяли поэту переступать рамки стандартов, открывать дверь из обыденности в мир мечтаний. Стих Ли Бо сравнивали со стремительным полётом птицы: «словно ласточка, пронесшаяся над поверхностью вод — то здесь, то там, и её не поймать в силки». Простота стиля позволяла Ли Бо передавать в стихах тончайшие едва уловимые душевные порывы и настроения.

Плывут облака 
 Отдыхать после знойного дня,
Стремительных птиц 
 Улетела последняя стая.
Гляжу я на горы, 
 И горы глядят на меня,
И долго глядим мы, 
 Друг другу не надоедая.
Оригинальный текст (кит.)《獨坐敬亭山》
衆鳥高飛盡， 孤雲獨去閒。
相看兩不厭， 只有敬亭山。
— «Одиноко сижу в горах Цзинтиншань», в переводе А. И. Гитовича:77
Ли Бо часто связывают с даосизмом: это важный элемент его произведений. Но в своем «Духе старины» (Гу фэн) он часто принимает точку зрения конфуцианца-моралиста, и многие его стихотворения достаточно традиционны для тогдашней культуры. В своём творчестве Ли Бо стремиться сплавить рассудочность и трезвый взгляд на мир конфуцианства с мечтательным даосизмом. Борьба с внешним миром путём создания и соблюдения законов и правил находит разрешение в обращении к самому себе, к внутренним радостям, познанию себя в созерцательном общении с природой. В цикле «Дух старины», состоящем из пятидесяти девяти стихотворений, слог поэта замысловат, и требуется усилие, чтобы проникнуть сквозь иносказательность образов, тон стихов полон благородного пафоса: Ли Бо возвеличивает миссию поэта и срывает покровы с общественных язв. Но тот же Ли Бо способен творить стихи настолько простые и прозрачные, что некоторые из них считаются едва ли не народными песнями, что обеспечивает им людскую память сквозь века.

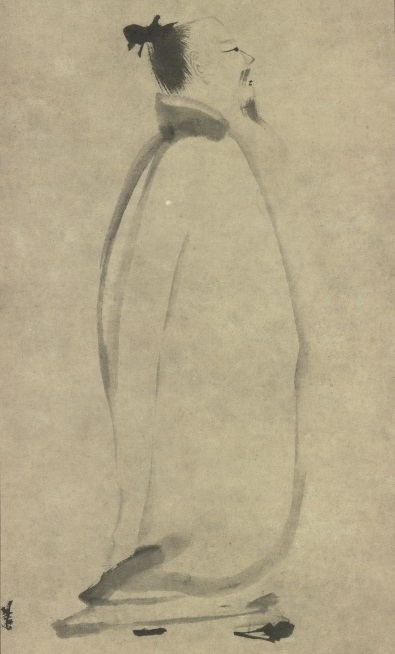
Ли Бо, рисунок пером, автор — Лян Кай, XIII век, Токийский национальный музей

Как и о большинстве гениев (таких, как Моцарт), существует множество легенд о том, насколько легко давалось Ли Бо поэтическое творчество, говорили, что сочиняет он с невиданной скоростью и без последующей правки. Его любимый размер — пяти- и семисловные четверостишия и восьмистишия, но он создавал и более крупные стихотворения, часто циклами по 3-12 произведений. Ли Бо черпал вдохновение в размышлениях о чистой Древности, а также в наблюдениях за природой и человеческой жизнью. Обладая недюжинным воображением, Ли Бо мог создавать изящные примеры полного использования элементов китайского языка. Его произведения производят сильное впечатление не только из-за начитанности и эрудиции автора (как у Ду Фу), а ещё и за счёт неудержимой фантазии и отождествления читателем себя со свободомыслящей личностью автора.
Дружба Ли Бо с Ду Фу, их жизнь в один и тот же узкий период времени, гениальность обоих, привела к тому, что этих двух поэтов начали сравнивать между собой, пытаясь определить для каждого своё место в истории и, особенно, в поэтике. Попытки найти каждому своё место невольно приводили к противопоставлению творчества поэтов. Отсюда возникали сравнения подобные тому что творчество Ли Бо — это поэзия весны, а творчество Ду Фу — поэзия осени, что стихи Ли Бо обращены ввысь, к небу, тогда как стихи Ду Фу рождены силами земли. Дальнейшее развитие такого подхода позволило появиться высказываниям, что Ли Бо романтик, а Ду Фу — приверженец реализма.
Однако такие попытки классификации лишают возможности воспринять творчество обоих поэтов более полно и цельно. Восприятие мира восточным человеком отлично от восприятия его воспитанником европейской цивилизации, и это отличие проявлялось намного сильнее в средневековом Китае, чем в современности. Обогативший мир великим множеством изобретений и открытий, Китай, тем не менее, не оформил собственной науки логики. То, что европеец мог видеть как совокупность причинно-следственных связей, весьма определённо обусловливающих состояние той или иной части реальности в текущий момент времени, для человека Востока могло казаться несвязанным друг с другом набором, объединённым лишь ассоциациями и параллелизмом. Красота средневековой китайской поэзии состоит зачастую именно в дискретности, когда стихотворение состоит из строк самоценных самих по себе, а зачастую независимыми являются и отдельные части строки.
Своеобразность китайской поэзии обусловлена также особенностями самого языка. В средневековом китайском языке категории лица, числа и времени зачастую не выражены, только контекст позволяет предположить более точный смысл. Нет чётких различий и между частями речи: одно и то же слово может выступать в роли существительного, глагола, прилагательного. В поэзии эта размытость смыслов проявлялась особенно ярко, однако это считалось достоинством стихов, а не их недостатком, поскольку придавало произведению глубину, позволяло проявить игру ума и воображения в попытке отыскать спрятанный смысл, а, возможно, лишь эту игру и ставило себе целью.
Смысл не исчерпывается написанным.Заповедь китайской поэзии.
В силу этого попытки сравнить между собой творчество двух гениев едва ли способны завершиться удовлетворительным результатом, хотя, вероятно, и позволят глубже постичь их стихотворения.
В творчестве Ли Бо дух танской эпохи запечатлелся особенно ярко.
Своё высшее призвание поэт формулировал как «очистить и передать» силами поэзии всё достойное, чтобы оно «засияло светом и озарило тысячелетие вперёд».

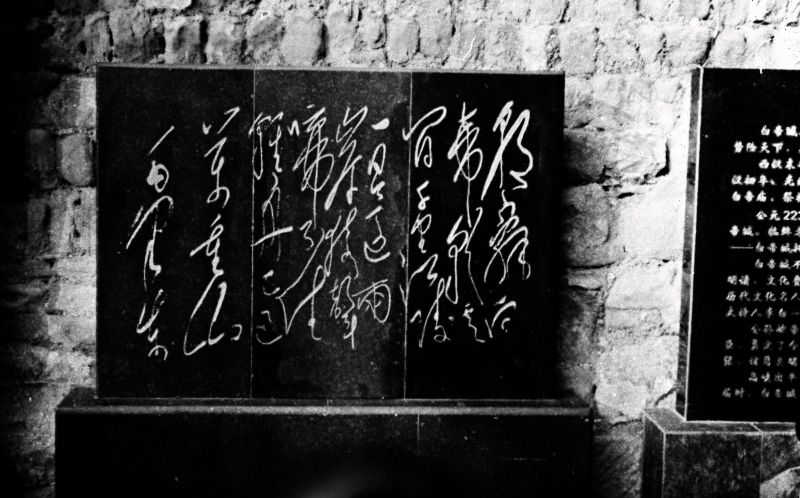
Записанное рукой Мао Цзэдуна стихотворение Ли Бо «Рано утром выезжаю из замка Боди» (早發白帝城)

## Влияние
Западный мир познакомился с его работами благодаря вольным переводам японских версий стихов Ли Бо, сделанным Эзрой Паундом. Впервые на русском языке о Ли Бо написал академик Василий Васильев в «Очерке истории китайской литературы» 1880 года. Одни из первых переводов Ли Бо на русский язык появляются в 1920-е годы (Юлиан Щуцкий и Василий Алексеев публикуют свои переводы в сборнике «Восток» и Антологии китайской лирики). Также поэта переводили Александр Гитович, Николай Гумилёв, Анна Ахматова и другие.
Ли Бо известен на Западе благодаря работам Эзры Паунда, музыке Густава Малера, а также переводам Ханса Бетге, которыми и пользовался Малер.
Мемориал поэта находится в городе Цзянъю (Сычуань).
В честь Ли Бо назван кратер на Меркурии (лат. Li Po), название утверждено Международным астрономическим союзом в 1976 году.
Существует идиома «железный прут стачивается в иголку» (鐵杵成針 или 鐵杵磨成針), образное выражение для обозначения того, что при настойчивых усилиях в любом деле можно преуспеть. Он происходит из раздела «Мочжэньси» (кит. 磨針溪) 53 тома сочинения «Обзор всех уголков земли» (кит. 方輿勝覽) автора Чжу Му времён империи Сун, где рассказывалось, как Ли Бо в детстве встретил на пути пожилую женщину, которая точила железный прут и сказала, что хочет его сточить в иголку. Ли Бо очень растрогался, изменил своё намерение бросить учёбу и в конечном итоге достиг больших успехов.
Немало китайских идиом порождено произведениями самого Ли Бо. Например, чэнъюй «взмах кисти — словно извивание дракона и змеи» (筆走龍蛇) берёт начало из стихотворения Ли Бо «Напев о скорописи» (草書歌行), посвящённого каллиграфическому искусству Хуай Су. Он означает энергичность и живость каллиграфического стиля.

## В филателии
10 августа 1983 года в рамках серии «Литераторы Древнего Китая» (кит. упр. 中国古代文学家) КНР была выпущена марка с портретом Ли Бо работы Лю Линцана, именем литератора, датами его жизни и названием серии, написанным стилем чжуаньшу:59. 13 сентября 2009 года КНР выпустила почтовую марку из серии «Триста танских стихотворений» (кит. упр. 唐诗三百首) с каллиграфическим текстом стихотворения Ли Бо «Вниз по течению к Цзянлину» (кит. упр. 下江陵), более известного под названием «Рано утром выезжаю из замка Боди» в переводе А. И. Гитовича:214.
29 июня 2017 года Кыргызстан выпустил почтовый блок, посвящённый историко-культурным связям Кыргызстана и Китая. На нём изображён портрет Ли Бо и приведено его стихотворение «Одиноко сижу в горах Цзинтиншань» (кит. упр. 独坐敬亭山) на китайском и киргизском языках.

## Публикации поэта на русском языке
- Китайский поэт золотого века Ли Бо : 500 стихотворений / Составление, перевод с китайского, комментарии, примечания, послесловие С. А. Торопцева. — СПб.: Нестор-История, 2011. — 326 с. — 500 экз. — ISBN 978-5-98187-863-3.
- Книга о Великой Белизне. Ли Бо: Поэзия и Жизнь / Составитель С. А. Торопцев. — М.: Наталис, 2002. — 476 с. — (Восточные арабески). — 2000 экз. — ISBN 5-8062-0049-3.
- Ли Бо. Дух старины. Поэтический цикл: перевод и исследования / Составление, перевод с китайского, комментарии, примечания С. А. Торопцева; Российская академия наук, Институт Дальнего Востока. — М.: Восточная литература, 2004. — 224 с. — 400 экз. — ISBN 5-02-032667-4.
- Ли Бо. Избранная лирика / Перевод с китайского А. Гитовича. Вступительная статья Б. И. Панкратова. Примечания Г. О. Монзелера. — М.: Гослитиздат, 1957. — 175 с. — 35 000 экз.
- Ли Бо. Пейзаж души : поэзия гор и вод / Составление и перевод с китайского С. А. Торопцева. — СПб.: Азбука-классика, 2005. — 315 с. — (Азбука-классика). — ISBN 5-352-01618-8.
- Поэзия эпохи Тан (VII — X вв.): Перевод с китайского / Ред. Л. Делюсин, Т. Редько, В. Сорокин и др.; сост. и вступ. ст. Л. Эйдлина. — М.: Художественная литература, 1987. — 479 с. — 50 000 экз.
- Три танских поэта. Ли Бо, Ван Вэй, Ду Фу. Триста стихотворений / Перевод А. И. Гитовича. Составление и примечания Г. О. Монзелера. Вступительная статья Н. И. Конрада. — М.: Издательство восточной литературы, 1960. — 494 с. — 3000 экз.
- Чуский Безумец Ли Бо / Составление, введение и комментарии, перевод с китайского С. А. Торопцева. — М.: АСТ, 2008. — ISBN 978-5-17-0513 82-6.
- Библиотека всемирной литературы. Серия Первая. Том 16. Поэзия Индии, Китая, Кореи, Вьетнама и Японии. Раздел: Поэзия Китая. М. 1983.